# Georg Franz August de Longueval
Pour les articles homonymes, voir Longueval (homonymie) et Bucquoy (homonymie).
Georg Franz August de Longueval, Baron de Vaux, comte de Bucquoy (Jiří Buquoy) (* 7 septembre 1781 à Bruxelles; † 19 avril 1851 à Prague) , chambellan de l'empereur d'Autriche. Il s'adonna aux sciences mathématiques et physiques, créa d'importantes verreries en Bohême, et mis à la mode les cristaux (verres) de diverses couleurs.

## Publications
- Analytische Bestimmung des Gesetzes der virtuellen Geschwindigkeiten (Leipzig, 1812)
- Ideelle Verherrlichung des empirisch erfassten Naturlebens (1826)
- Theorie der Nationalwirtschaft"(1815) nebst drei Nachträgen (1816-1819)
- Die Fundamentalgesetze zu den Erscheinungen der Wärme etc. (1819)
- Skizzen zu einem Gesetzbuch der Natur (1826)
- Anregungen für philosophisch-wissenschaftliche Forschung und dichterische Begeisterung (1828).

## Article contextuel
- Charles-Bonaventure de Longueval, comte de Bucquoy (1571–1621)